# Roland Schmid (Übersetzer)

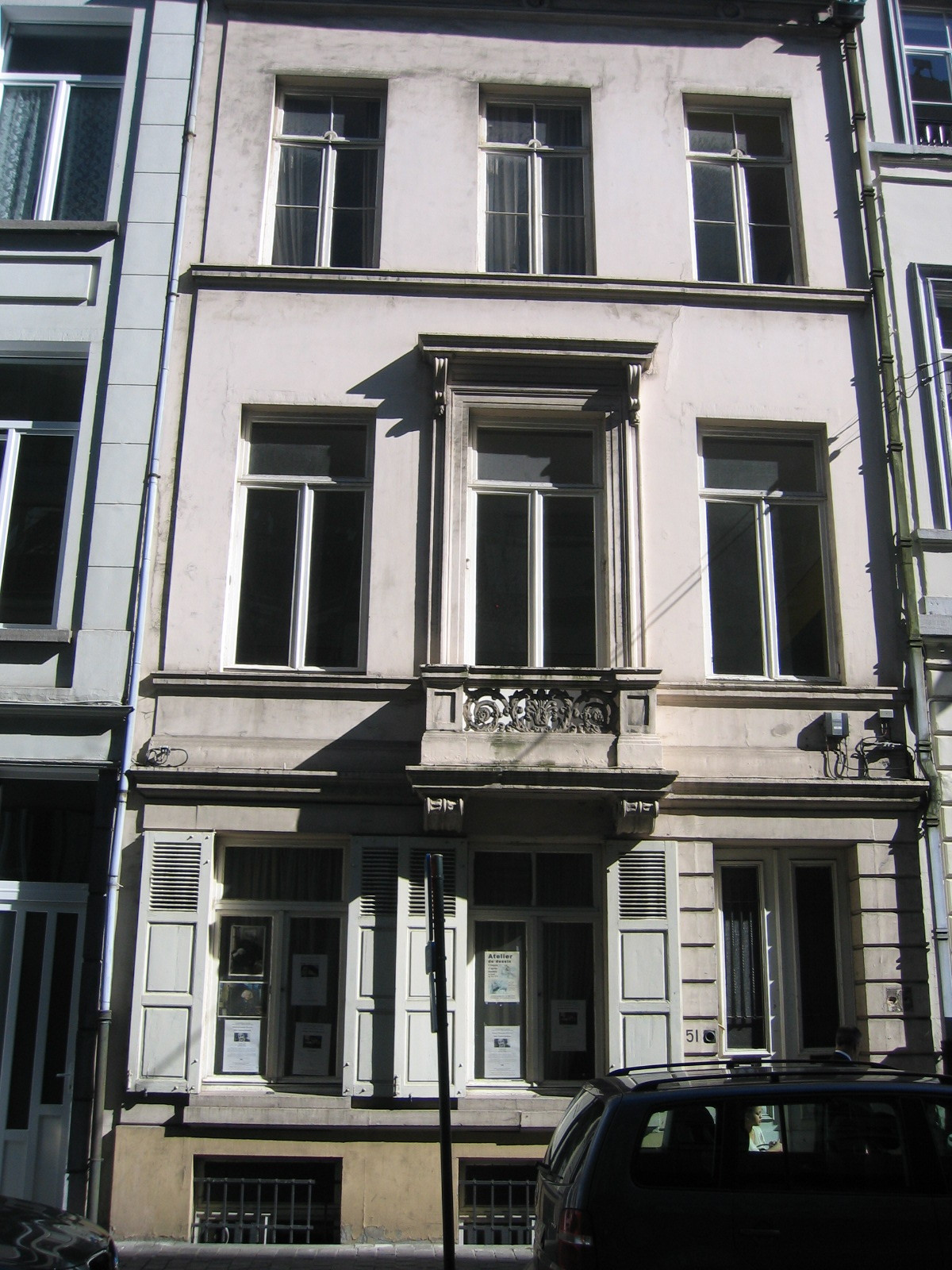
Das Atelier Marcel Hastirs, das Schmid vor dem Abriss bewahrte

Roland Schmid (* 1953) ist ein deutscher Übersetzer.

## Werdegang
Schmid studierte Sprachen in Germersheim. Mit Hilfe eines Stipendium setzte er seine Ausbildung mit einem Studium der internationalen Beziehungen in Nizza fort. 1979 kam er nach Brüssel und war dort 32 Jahre bis zu seiner Pensionierung Übersetzer beim Rat der Europäischen Union.
Ehrenamtlich setzt er sich für das Erbe belgischer Widerstandskämpfer ein. 2002 verhinderte er den fest geplanten Abriss des Ateliers des Malers Marcel Hastir im Brüsseler Quartier Léopold, das zur Zeit der deutschen Besatzung im Zweiten Weltkrieg eine Zufluchtsstätte für Verfolgte und Widerstandskämpfer war. 2012 wurde Schmid im Atelier Hastir das Verdienstkreuz am Bande für seinen Einsatz zum Erhalt des Gebäudes verliehen.

## Ehrungen
- 2012: Verdienstkreuz am Bande der Bundesrepublik Deutschland